# 光明城
光明城（こうみょうじょう）は、遠江国にあった戦国時代の日本の城（山城）。

## 解説
享禄年間に朝比奈時茂が築き、後に朝比奈泰方が在城したともいうが、定かではない。
元亀年間には、武田氏の属城であり、城主の朝比奈又太郎は犬居城主の天野宮内右衛門景貫と交戦している。
天正3年(1575年)6月、徳川家康の命を受けた本多忠勝・榊原康政が光明城を攻略した。落城後は二俣城主大久保忠世に預けられ、忠世の家臣が守備にあたる。
天正10年(1582年)武田氏滅亡後に、廃城になったとされる。